# Léon Goupy
Pour les articles homonymes, voir Goupy.
Léon Goupy (15 janvier 1827 - 5 février 1909, Mayenne) est un homme politique et journaliste républicain.

## Biographie

### Vie privée
Son père, Victor Goupil, hôtelier à Mayenne, fut conseiller municipal en 1848, capitaine de la Garde Nationale. Décédé en 1868, il fut enterré civilement, ce qui provoqua la stupeur des autorités.
Léon eut trois frères : Auguste, cabaretier à Mayenne ; Victor, imprimeur à Paris ; Edmond, médecin connu pour avoir mis au point l'uroscopie

### Déportation de 1851
Léon est horloger de son métier. Il restera toute sa vie un démocrate convaincu. Opposé au coup d'État du 2 décembre 1851 de Louis-Napoléon Bonaparte, il est arrêté à Mayenne, le 5 décembre 1851 accusé "d'excitation à la haine des citoyens les uns contre les autres et d'excitation à la haine et au mépris du Gouvernement" ; son dossier judiciaire le présente comme un "homme violent et exalté, propagandiste habile". Il fut brièvement détenu au château de Mayenne qui faisait alors office de prison. 
Léon Goupy est transféré à Laval le 7 décembre, où les prisonniers politiques se trouvaient au nombre de 23. Goupy se loue des bons soins de la sœur Boisgontier et du gardien Ricou, mais prend en grippe l'aumônier Martin Foucault. Le 20 avril, huit des détenus, au nombre desquels était Goupy, sont dirigés vers Brest. Ils s'arrêtèrent d'abord à Vitré jusqu'au 22 avril ; puis à la maison d'arrêt Richelot de Rennes jusqu'au premier avril ; à Pléland une nuit ; Plöermel ; Josselin ; à Pontivy jusqu'au 8 mai ; Rostrenen ; Carhaix ; la Feuillé ; Landerneau et enfin Brest où il est détenu à bord du bateau prison le Duguesclin à partir du 13 mai.
Goupy embarqua ensuite sur le Mogador, partant le 22 mai 1852 pour arriver le 28 mai en Algérie. Il fut interné au camp de Birakem puis à celui de Douera.

### Retour en France, Jersey
15 mois après, Goupy qui s'était signalé par son dévouement dans un incendie était libéré. De retour à Mayenne en 1853 et menacé d'une seconde arrestation en 1855, il s'embarque à Jersey où il rencontre Victor Hugo et se marie. Puis il passe à Londres. 

### Amnistie
Amnistié à la suite de la guerre d'Italie en 1859, il regagne la France, et devient commissionnaire en vins. Il est qualifié d' homme dangereux par le maire de Mayenne, Nouël de Latouche. Franc-maçon, anticlérical, il est l'homme du parti avancé de l'époque. Sa déportation lui fait perdre une fortune d'environ 60 000 francs. Il jouit à Mayenne de la considération publique en raison de son honnêteté et de sa probité à toute épreuve.

### Sous-préfet
À la chute de l'Empire en 1870, il remplit les fonctions de sous-préfet de Mayenne, et reprend ses activités politiques. En 1882, il lance le journal hebdomadaire Le Petit Mayennais, qui disparaît en 1884. Il s'y révèle comme un radical bon teint, proche de Henri Brisson et de Georges Clemenceau. 
En 1882, un différend retentissant l'oppose au Chanoine Pellier, curé-archiprêtre de Mayenne, qui s'était introduit dans sa demeure (à son insu) et avait baptisé ses enfants (il est père de 9 enfants). Déchaîné, il attaque violemment le prêtre dans son journal. Ce dernier s'estimant diffamé porte plainte. Goupy est condamné par la Cour d'Assise de Laval à 20 jours de prison et 100 francs d'amende.

## Publications
- Circulaire de M. Léon Goupy contre le plébiscite.  Mortagne : impr. de Daupeley frères, 1870, in-4 ̊ , 1 p. ;
- Circulaire de M. Léon Goupy contre le plébiscite, datée du 18 avril et commençant par ces mots : Citoyens, l'empire, que poursuit partout... Argentan : Impr. de Cagnant, (s. d.), in-4 ° ;
- Le Coup d'État dans la Mayenne. Paris, L. Goupy, juin 1870, in-18°. gallica.bnf.fr ;
- La transportation en Afrique pour faire suite au Coup d'État dans la Mayenne, 14 juillet 1886. Domfront, 1886, 60 p. in-16°. gallica.bnf.fr
- La Question de l'impôt,...(24 février 1879.  (Paris) : V. Gillet, 1879, in-16, 15 p. ;
- Lettres aux électeurs de la Mayenne. Paris, 1881 ;
- L @ le Ralliement, Or @ de Laval. Discours du F @ L. Goupy, orat @ Tenue du 30 septembre 1888. Domfront : impr. de F. Renault, (s. d.), in-8 ̊ , 14 p. Projet d'impôt à prélever sur les successions en ligne directe[4];
- La monarchie française jugée par la Bastille. Mayenne, Boursier et Victor Bridoux. 1906 ;
- Discours à la Loge "Le Ralliement". Mayenne, 1906.